# 桑日县
桑日县（藏語：ཟངས་རི་རྫོང，威利转写：zangs ri rdzong，藏语拼音：Sangri Zong）是中华人民共和国西藏自治区山南市下属的一个县。藏语中意思是“铜山”。桑日县地处冈底斯山南麓，雅鲁藏布江中游河谷地带。

## 行政区划
桑日县下辖1个镇、3个乡：
桑日镇、增期乡、白堆乡和绒乡。

## 人口民族
根据第七次人口普查数据，截至2020年11月1日零时，桑日县常住人口为18041人。

## 名胜古迹
- 沃德贡姐雪山：西藏四大神山之一，桑日县境内最高峰，海拔6300米。
- 德沃卡温泉：历世达赖沐浴处。
- 曲龙寺：宗喀巴传教寺
- 雅鲁藏布江瀑布
- 里龙高山植物风景区
- 丹萨梯寺
- 恰卡曲登寺